# Pier Pander Museum
Het Pier Pander Museum is een museum in de stad Leeuwarden voor de artistieke nalatenschap van de Friese beeldhouwer Pier Pander (1864-1919). De totstandkoming van het Pier Pander Museum in Leeuwarden in 1954 is aan Nicolaas Petrus de Koo te danken.
In de periode rond 1900 was de in Drachten geboren en in Rome woonachtige Pier Pander de beroemdste beeldhouwer van Nederland. Hij liet bij zijn dood zijn ateliercollectie na aan de gemeente Leeuwarden, op voorwaarde dat voor zijn levenswerk, een groep van vijf marmeren beelden (Uchtend, Gedachte, Gevoel, Moed en Kracht), een tempel zou worden opgericht en voor de rest van zijn werk een museum.
Na veel problemen kon de Pier Pandertempel in 1924 worden geopend in de Noorderplantage. Het museum in de nabijgelegen Prinsentuin pas in 1954. Na een periode van verval en daaropvolgende restauratie en herstel van zowel de tempel, het museum, als de collectie, kon het vernieuwde Pier Pander Museum worden heropend op 1 juni 2007. Tempel en Museum zijn in beheer bij het Historisch Centrum Leeuwarden.
Het gebouw van architect Justus Zuidema is een gemeentelijk monument (nr. 221).